# Морозов Нестір Григорович
Морозов Нестір Григорович (бл.1810 — 1890).
Все своє життя лірник прожив у Харкові й у громадянських реєстрах рахувався міщанином. Серед останніх учнів лірника були Петрик Іван із хутора Сосновий Ріг, троє хлопців із Валок, один — із Жихаря, ще один — із с. Довжик біля Дергачів. Помер Нестір Морозов у 1890 році. Похований у Харкові.